# Renato Dagnino
Renato Dagnino es un deportista brasileño que compitió en judo. Ganó una medalla en los Juegos Panamericanos de 1991 y dos medallas en el Campeonato Panamericano de Judo, en los años 1994 y 2001.

## Palmarés internacional
| Juegos Panamericanos    | Juegos Panamericanos      | Juegos Panamericanos | Juegos Panamericanos |
| Año                     | Lugar                     | Medalla              | Categoría            |
| ----------------------- | ------------------------- | -------------------- | -------------------- |
| 1991                    | La Habana (Cuba)          | Medalla de bronce    | –78 kg               |
| Campeonato Panamericano |                           |                      |                      |
| Año                     | Lugar                     | Medalla              | Categoría            |
| 1994                    | Santiago de Chile (Chile) | Medalla de plata     | –78 kg               |
| 2001                    | Córdoba (Argentina)       | Medalla de bronce    | –90 kg               |